# Creed (filme)
Creed (prt: Creed: O Legado de Rocky; bra: Creed: Nascido para Lutar) é um filme americano de drama esportivo de 2015 dirigido por Ryan Coogler, escrito por Coogler e Aaron Covington e produzido por Sylvester Stallone. O filme é estrelado por Michael B. Jordan e Sylvester Stallone e também conta com Tessa Thompson, Tony Bellew e Graham McTavish. É o sétimo filme de Rocky e um spin-off da série de filmes Rocky.
As filmagens começaram em 19 de janeiro de 2015, na Inglaterra, e depois na Filadélfia. Foi lançado em 25 de novembro de 2015 nos Estados Unidos e em 14 de janeiro de 2016 no Brasil.
O filme teve uma continuação em 2018, Creed II, em que Creed enfrenta o filho de Ivan Drago.

## Elenco
- Michael B. Jordan como Adonis Johnson Creed[5]
- Sylvester Stallone como Rocky Balboa[5]
- Tessa Thompson[6] como Bianca[7]
- Tony Bellew como 'Pretty' Ricky Conlan[8]
- Graham McTavish como Tommy Holiday[9]
- Phylicia Rashād como Mary Anne Creed[10]
- Andre Ward como Danny "Stuntman" Wheeler[8]
- Wood Harris como Tony "Little Duke" Evers[11]
- Gabriel Rosado como Leo "The Lion" Sporino[12]
- Ritchie Coster como Pete Sporino[13]
- Jacob "Stitch" Duran como ele mesmo[14]
- Liev Schreiber como voz do anúncio HBO 24/7[15]
- Michael Buffer como ele mesmo[16]

## Produção
Em 24 de julho de 2013, anunciou-se que Ryan Coogler assinara com a MGM para dirigir um sétimo filme da série Rocky, que Coogler também escreveria com Aaron Covington. O filme teria um filho do falecido Apollo Creed seguindo seu caminho no boxe, e em sua procura por um mentor, iria atrás do aposentado Rocky Balboa. Michael B. Jordan, que fez Fruitvale Station com Coogler, foi escolhido para o papel do filho de Apollo, Adonis Creed, e Stallone pôde repetir seu personagem de Rocky. Os produtores originais Irwin Winkler e Robert Chartoff juntaram-se com Stallone e Kevin King Templeton na produção do filme. Em 25 de abril de 2014, enquanto falava com THR, Coogler revelou que ele tinha enviado seu último projeto para o estúdio, e confirmou a participação de Jordan e Stallone. Em 10 de novembro, os boxeadores na vida real Tony Bellew e Andre Ward uniram-se ao filme, em que Bellew interpretaria um lutador, "Pretty" Ricky Conlan, o principal oponente de Creed, com as filmagens a ponto de começar em janeiro de 2015, em las Vegas e Filadelfia. Em 16 de dezembro, Tessa Thompson se juntou ao elenco como a protagonista feminina. Em 8 de janeiro de 2015, Phylicia Rashād uniu-se ao filme para interpretar Mary Anne Creed, a viúva de Apolo. Em 21 de janeiro, Graham McTavish tuitou a respeito de sua participação no filme.

## Lançamento
Em 3 de fevereiro de 2015, a Warner Bros. anunciou que o filme estrear-se-á a nível nacional (EUA) em 25 de novembro de 2015, junto com o filme da Pixar The Good Dinosaur, e o da Fox The Martian.